# Ладейщиков, Игорь Михайлович
И́горь Миха́йлович Ладе́йщиков (род. 2 апреля 1981, п. Горный, Каменский район, Свердловская область) — российский актёр музыкального театра. Лауреат Национальной театральной премии «Золотая маска» (2019).

## Биография
Школьные годы прошли в посёлке Горном, затем был режиссёрский факультет училища культуры в Екатеринбурге. Предпосылок к выбору актёрской профессии не было — Игорь никогда не занимался в драматических кружках, не выступал. Но всегда любил литературу, чтение стихотворений. Его мама, Лидия Александровна, по образованию музыкант, сама окончила училище культуры, но музыкальная карьера не сложилась. Поэтому она всегда хотела, чтобы сын стал артистом. И в 2001 году она сподвигла Игоря к поступлению на курсы в театральный институт. Отзанимавшись там три месяца, на следующий год он поступил на кафедру музыкального театра Екатеринбургского театрального института, отделение «Актёр музыкального театра». Курс вёл народный артист России, профессор К. С. Стрежнев.
После окончания в 2006 году ЕГТИ по совету преподавателя по вокалу прошёл прослушивание в Иркутский музыкальный театр. Работал в Иркутске до 2009 года, после откликнулся на приглашение и стал солистом Свердловского театра музыкальной комедии.

## Роли в театре
Иркутский музыкальный театр (2006—2009 гг.).
- Чарльз Уолтер (В. Бархатов «Призрак замка Кентервиль»)
- Рольф (Р.Роджерс «Звуки музыки»)
- Флорестино (М. Самойлов «Дон Жуан в Севилье»)
- Карло (М. Самойлов «Прелести измены»)
- Джо (Дж. Стайн «В джазе только девушки»)
- Арлекин (М. Самойлов «О, прекрасная сеньора»)
- Зупан (И.Кальман «Марица»)
- Сеньор Капулетти (С. Прокофьев Балет «Ромео и Джульетта»)
- Альдемаро (Г. Бурдонов «Учитель танцев»)
- Корнелий (Дж. Герман «Хеллоу, Долли»)
- Волшебник (П.Чайковский Балет «Щелкунчик»)
- Федерико (А. Рыбников «Юнона и Авось»)
- Иуда (Э. Л. Уэббер «Иисус Христос суперзвезда»)
- Вася (М.Самойлов «Коммуна „Любовь“»)
- Шельга (И. Левин «Русский фантом»)

Свердловский театр музкомедии (2009 — настоящее время)
- Ноздрёв (А. Пантыкин, «Мёртвые души»)
- Лёша (Романтическая прогулка во Времени под музыку советских композиторов, «Парк советского периода»)
- Бабс (О. Фельцман, музыкальная комедия-фарс «Тётка Чарли»)
- Чёрт (А. Тровайоли, мюзикл «Чёрт и девственница»)
- Охотник (Е. Атрашкевич, русское мьюзик-фэнтези «Тётушка Простуда и Новый год»)
- Барон Иштван-Жупан (И. Кальман, оперетта «Графиня Марица»)
- Вильям (В. Ильин, В. Лукашов, комедия супружеской жизни «Как вернуть мужа»)
- Тигр (В. Баскин, космический мюзикл «Кошка»)
- Негуш, Рауль де Сен Бриош (Ф. Легар, оперетта «Весёлая вдова»)
- Капитан Грей (М. Дунаевский, мюзикл «Алые паруса»)
- Гастон (И. Кальман, оперетта «Цыган-премьер»)
- Григорий Орлов (С. Дрезнин, «Екатерина Великая»)
- Бонди (И. Кальман, оперетта «Герцогиня из Чикаго»)
- Леонид Шервинский (В. Кобекин, музыкальная драма «Белая гвардия»)
- Министр-Администратор (Г. Гладков, мюзикл «Обыкновенное чудо»)
- Петухов (юбилейное ревю «Секретное оружие»)
- Лихонин (С. Дрезнин, мюзикл «Яма»)
- Фраскини (И. и М. Дунаевские, мюзикл «Весёлые ребята»)
- Сергей Трубецкой (Е. Загот «Декабристы»)
- Харон (А. Журбин «Орфей & Эвридика»)
- Че (Т.Райс и Э.-Л. Уэббер, «Эвита»)
- Казанова (К. Лацис и А. Франдетти, мюзикл «Казанова»)
- Сальери (Е. Кармазин, опера-буфф «Моцарт VS Сальери»)

## Награды
- 2006 — Лауреат премии Иркутского музыкального театра «Дебют года»
- 2008 — Лауреат II Международного конкурса молодых артистов оперетты и мюзикла им. н. а. СССР В. А. Курочкина
- 2010 — Лауреат III Международного конкурса молодых артистов оперетты и мюзикла им. н. а. СССР В. А. Курочкина
- 2011 — Стипендиат Министерства культуры Свердловской области — за создание проекта «Дуэт-Театр» (в паре с Евгением Толстовым)
- 2012 — Лауреат Областной премии «Браво!» в номинации «Лучший дуэт» (в паре с Марией Виненковой)
- 2019 — Лауреат Национальной театральной премии «Золотая Маска» в номинации «Лучшая мужская роль в оперетте/мюзикле» (Харон, «Орфей и Эвридика»)[3]
- 2019 — Лауреат Областной премии «Браво!» в номинации «Лучшая мужская роль в мюзикле» (Антонио Сальери, опера-буфф «Моцарт vs Сальери»)